# 寺十吾
寺十 吾（じつなし さとる、1964年12月11日 - ）は、京都府出身の俳優、演出家、映画監督。ザズウ所属。劇団「tsumazuki no ishi」主宰。

## 人物
身長171cm。体重56kg。血液型はA型。
1999年、「日本インターネット大賞」最優秀男優賞受賞。

## 出演

### 映画
- 愛のゆくえ（仮） - 浩司
- アヒルと鴨のコインロッカー - 警官
- いたいふたり - 市役所職員
- おくりもの
- 楽隊のうさぎ - 柴田弘
- ゲゲゲの女房 - 倉石昌太郎
- 幸福の鐘
- KOKKURI こっくりさん
- さや侍
- 呪怨2
- シュトルム・ウント・ドランクッ - 中浜哲
- 尻まで濡らす団地妻 - 立夫
- 新宿日記 迷い猫
- スクラップ・ヘブン
- 痴漢電車 奥までたっぷり
- 痴漢電車 手のひらで桃尻を
- できる子の証明
- 天使のわけまえ - ヒロト
- 電脳刑事まつり「奪われた刑事 Snatches」
- 東京原発 - NHK記者
- 東京ゾンビ
- ノロイ - 堀光男
- 白衣いんらん日記 濡れたまま二度、三度
- 白衣の私生活 乱行女子寮
- 裸足のピクニック - 井口
- ハッピーフライト
- 花とアリス
- パルコフィクション - 鈴木徹の父
- 人妻秘書 肉体ご接待
- ひみつの花園 - 充
- フィッシュストーリー - フェリー乗務員
- プリンの味
- 最も危険な刑事まつり「行列のできる刑事」
- 予言 - 殺人犯
- 夜9時20分のワンピース
- 私は猫ストーカー - 編集者
- 過ぐる日のやまねこ（2014年）
- 森山中教習所（2016年）
- 銃（2018年11月17日公開）[1]
- 凪待ち（2019年6月28日公開）

### テレビドラマ
- 学校の怪談
  - 学校の怪談 春のたたりスペシャル（1999年）
  - 学校の怪談 春の物の怪スペシャル（2001年）
- 晴れ着ここ一番（2000年）
- さわやか3組（2000年）
- 愛の手前 恋のとなり（2002年）
- ウルチョラ・セブン（2002年）
- 世にも奇妙な物語 秋の特別編「知らなすぎた男」（2002年） - 消防士
- 中学生日記 地底人伝説（2003年）
- ドラマW→連続ドラマW
  - コスメティック cosmetic（2003年）
  - マークスの山（2010年）
  - 悪党（2019年）
- 美少女戦士セーラームーン（2004年） - 警官
- 相棒
  - （2004年） - 尾田ヒロム
  - （2009年） - 高橋孝
- 土曜ワイド劇場
  - 西村京太郎トラベルミステリー第45作「トワイライト殺人事件」（2006年） - 白木徹
  - 森村誠一の棟居刑事 第8作「棟居刑事の黒い祭」（2015年） - 岩崎刑事
- ガチバカ!（2006年）
- ケータイ刑事 銭形雷 1stシーズン（2006年）
- 帰ってきた時効警察（2007年） - ブルー
- 週刊真木よう子（2008年） - 警官
- トミカヒーロー レスキューファイアー（2009年） - 池家哲之助
- 時々迷々（2010年）
  - 時々おとなも迷々
  - 時々迷々
- エンゼルバンク〜転職代理人（2010年）
- 妖しき文豪怪談 第3話「鼻」（2010年） - 村人
- 孤独のグルメ Season2 第12話 （2012年）- 石田 役
- ブラウン・カーン（2013年）
- 警視庁捜査一課9係（2013年） - 赤木周二
- オトナグリム（2014年）
- 55歳からのハローライフ（2014年） - 吉田
- 大河ドラマ / 花燃ゆ（2015年） - 吉川経幹
- 破門（疫病神シリーズ）（2015年） - 広瀬昭三
- 釣りバカ日誌〜新入社員 浜崎伝助〜（2015年） - 医者
- 民間科捜研 桐野真衣の殺人鑑定（2016年） - 春日部文昭
- 子ども安全リアル・ストーリー（2016年）
- 炎の経営者（2017年） ‐ 江尻助役
- 精霊の守り人（2017年） ‐ オルシ
- もやモ屋（2025年） - 庭師

### Vシネマ
- 告白新人看護婦（1998年）
- 毒婦／妖しい炎（1999年）

### 舞台
- くだんの件－OSHIMAI（1998年 - 1999年）
- 真夜中の弥次さん喜多さん（2002年、2011年、2013年）
- PW（2009年）
- 赤色エレジー（2009年、2011年）
- 12人〜奇跡の物語〜（2011年）
- ランディおじさん（2011年）
- Happy Days 〜幸せな日々〜（2012年）
- パブリック・リレーションズ（2013年）
- ピローマン（2013年）
- 鉄瓶（2013年）
- プラモラル（2013年）
- 12匹（2014年）
- 美藝公
- フォルケフィエンデー人民の敵ー（2015年）
- 遊侠 沓掛時次郎（2016年） ※ 浅野和之の代役 [2]
- ハイツブリが飛ぶのを（2023年公演予定）[3]
- 天使の群像（2023年）[4]
- 川辺市子のために（2024年）[5]

### 配信ドラマ
- 相棒 -劇場版III- 序章（2013年） - 井上浩和 役
- 居酒屋ぼったくり（2018年）- ケン 役

### WEB
- WEB 電脳刑事まつり

## 演出作品
- 哲学都市－肉体ゴセッタイ－（1995年）
- 巨豚の在る青空と砂丘ヌード―仕掛けのある風景―（1995年）
- 無防備なスキン（2006年）
- ぬけがら（2007年）
- 市電うどん〜特盛り版〜（2008年）
- 猿（2010年）
- 晦（2010年）
- 悪夢くん（2011年）
- 昆虫系 改訂版（2011年）
- 暗いところで待ち合わせ（2012年）
- グリーンベンチ（2012年）
- ストレンジャー彼女（2012年）
- ガソリンホットコーラ（2013年）
- グッドバイ（2013年）作・北村想
- カゲロウの黒犬〜北赤羽サイボーグ事件〜（2014年）
- 青い宇宙
- 草枕（2015年）作・北村想
- シラの恋文（2023年）作・北村想

## 監督作品
- ワンピース忠臣蔵（1996年） - 監督、出演
- 佐藤四姉妹 （2005年）
  - 第1話「誘拐」
  - 第3話「知らぬが仏」